# Arbeidsloon
Arbeidsloon (ook vaak loon, salaris, maandgeld of traktement) is de (meestal financiële) tegenprestatie voor arbeid. Loon wordt betaald door de werkgever aan de werknemer, die loonarbeid verricht voor de werkgever. Bij het in rekening brengen van werkzaamheden is arbeidsloon de tegenhanger van materiaalkosten of andere doorberekende kosten, los van de vraag of de werkzaamheden verricht worden door een ondernemer/zelfstandige of een werknemer.

## Geschiedenis
Het is onduidelijk wanneer voor het eerst loon werd betaald. Loon is te zien als een vorm van ruilhandel; arbeid en loon worden tegen elkaar geruild. Arbeid - en dus loon - heeft doorgaans een structurele aard. Om een dergelijke structurele ruilhandel te realiseren, moet een zekere mate van beschavingsontwikkeling hebben plaatsgevonden. Meer specifiek moeten werkgevers aanwezig zijn - wellicht een overheid of een religieus orgaan - die structureel genoeg aanwezig zijn om op zo'n regelmatige basis betalingen voor arbeid te ruilen dat ook daadwerkelijk sprake is van loon. Mogelijk heeft de eerste loon-arbeid-ruilhandel plaatsgevonden tijdens de neolithische revolutie in een stad of dorp ergens tussen 10.000 en 1.000 v.Chr.
Het woord "salaris" betekent letterlijk "zoutrantsoen" en was de betaling van een Romeins soldaat. In gebieden waar zout schaars was, is het lange tijd als betaalmiddel gebruikt.
In Nederland werd van oudsher het begrip "salaris" gebruikt voor het loon van ambtenaren en hogere functionarissen in bedrijven, terwijl het loon van arbeiders "loon" werd genoemd. Salaris werd per jaar, per kwartaal of per maand uitbetaald, loon per week of per dag (dagloners). Sinds de jaren 1960 zijn deze verschillen officieel verdwenen, maar het begrip salaris wordt nog steeds gekoppeld aan een hoog inkomen: de topman van een onderneming ontvangt bijvoorbeeld een "topsalaris" en geen "toploon".
Voor ambtenaren, inclusief militairen, wordt voor loon of salaris ook bezoldiging gebruikt. Voor militairen en wethouders wordt het loon of salaris ook wedde genoemd. Dienstplichtigen ontvingen in het verleden soldij.

## België
Het loon is de financiële vergoeding voor gepresteerde arbeid of dienst. Daarnaast is ook het verkrijgen van "voordelen in natura" een mogelijkheid tot vergoeding voor gepresteerde arbeid. De lonen zijn in principe vrij, maar meestal wordt toch rekening gehouden met:
- het minimumloon: het gewaarborgd gemiddeld minimummaandinkomen of afgekort het GGMMI. In 2021 gaat het om 1.625,72 euro (2018, geen anciënniteit[1])
- de collectieve arbeidsovereenkomst (cao) voor de sector waarin men werkt.
- de loon-indexering, waardoor de lonen mee-evolueren met de inflatie.

Het basisloon wordt dan nog verhoogd met premies, zoals voor nachtwerk, gevaarlijk werk, verre verplaatsingen en onregelmatige uren.
Het brutoloon is het afgesproken loon tussen werkgever en werknemer. Daarvan wordt (aan de bron) afgehouden:
- bijdragen voor de sociale zekerheid: pensioenbijdragen, kinderbijslag, verplichte ziekteverzekering, werkloosheidsuitkering. Wat dan overblijft is het "bruto belastbaar loon"
- de "bedrijfsvoorheffing", eigenlijk een voorafbetaling van de belasting. Wat dan nog overblijft is het "nettoloon"
- Ook bij voordelen in natura wordt bij de bron een evenredig deel ingehouden. Voorbeelden van zo'n voordelen zijn: een lagere hypotheekrente voor de eigen werknemers van de financiële instelling, (bijna) gratis kleding voor werknemers in een kledingzaak.

Naast het loon kan de werkgever ook beslissen om extralegale voordelen aan te bieden, zoals een bedrijfswagen. Dit maakt deel uit van de fiscale en parafiscale vrijstellingen in België.

## Nederland

### Loon als arbeidsvoorwaarde
Loon is een noodzakelijke voorwaarde voor het bestaan van een arbeidsovereenkomst. Het is een primaire arbeidsvoorwaarde.
Volgens het Burgerlijk Wetboek is loon de tegenprestatie waarop de werknemer recht heeft voor arbeid die de werknemer ten behoeve van zijn werkgever verricht (artikel 7:610 BW). Als loon in geld betaald wordt, wordt het vaak salaris genoemd (maar ook bijvoorbeeld een jubileumuitkering is een geldelijke vorm van loon). Loon behoeft echter niet alleen in de vorm van geld verstrekt te worden. Ook de verstrekking van kost en inwoning, onderricht en de verstrekking van woonruimte kunnen loon zijn. In artikel 7:617 van het Burgerlijk Wetboek is geregeld wat loon kan zijn. Naast loon in geld is dit:
- Effecten, (vakantie)bonnen, vorderingen en andere aanspraken en bewijsstukken.
- Verzorgen van diensten of voorzieningen door de werkgever of te betalen door de werkgever, waaronder ook kost en inwoning vallen en het geven van onderricht.
- Gebruik van een woning (en de betaling van vaste lasten als verlichting en verwarming).
- Verstrekken van goederen die geschikt zijn voor persoonlijk gebruik van de medewerker en zijn huisgenoten. Dit zijn bijvoorbeeld een (lease)auto, fiets, computer en telefoon die voor het werk gebruikt worden, en maaltijden (bijvoorbeeld bij overwerk).

Dit betekent ook dat bijvoorbeeld onkostenvergoedingen in civielrechtelijke zin geen loon zijn (deze zijn immers geen tegenprestatie voor de arbeid). Een fooi is eveneens geen loon, want deze wordt niet door een werkgever maar door een derde betaald. Ook alcoholhoudende dranken zijn geen loon, dat wil zeggen dat deze geen tegenprestatie mogen zijn voor de arbeid. Een werkgever mag de werknemer wel bijvoorbeeld een fles wijn geven, maar dat mag dan geen tegenprestatie zijn voor de arbeid van de werknemer. Als de werkgever de werknemer 'betaalt' met iets dat civielrechtelijk geen loon is, dan is de werkgever alsnog het loon in geld verschuldigd. Als de werkgever op een niet-toegestane manier 'betaalt', kan de werknemer binnen zes maanden alsnog het geldelijke loon eisen van de werkgever.
In economische zin is loon niet hetzelfde als inkomen. Loon is puur de tegenprestatie voor arbeid en is daarmee een vorm van inkomen. Inkomen is een veel breder begrip dan loon. Ook bijvoorbeeld huur- en renteopbrengsten zijn vormen van inkomen.

### De hoogte van het loon
Werkgever en werknemer zijn in beginsel vrij om de hoogte van het loon te onderhandelen. Veelal zal een werknemer solliciteren vanuit een bestaande baan. Het nieuwe loon zal dan iets boven het bestaande loon moeten liggen om de overgang voor de werknemer ook financieel aantrekkelijk te maken. In de praktijk wordt iemand aangenomen voor een bepaalde functie, een functie die in de cao genoemd wordt en waarvoor salarisschalen bestaan. De werkgever, vertegenwoordigt door de personeelsfunctionaris, zal niet snel afwijken van de bestaande in de cao vastgelegde salarisschalen. Dat zijn in de praktijk de maxima. Bij de overheid geldt dit nog iets meer dan in het particuliere bedrijfsleven.
In Nederland heeft men een minimumloon dat geregeld wordt volgens de Wet minimumloon en minimumvakantiebijslag. Deze wet bepaalt dat er een minimum geldt voor het loon. Soms is een minimumregeling neergelegd in de cao. De werkgever kan dan naar boven afwijken. Voor loon dat niet in geld verstrekt wordt, verwijzen cao's vaak naar lagere "regelgeving". Veelal wordt bepaald dat de werkgever hierover met zijn ondernemingsraad afspraken moet maken.
Het loon (in geld) hoeft niet een van tevoren vastgesteld bedrag te zijn. Loon kan bijvoorbeeld ook een winstaandeel of provisie zijn. Bij een winstaandeel is de hoogte van een deel van het loon (de winstuitkering) afhankelijk van de winst die de werkgever maakt. Bij provisie is (een deel van) het loon afhankelijk van de productiviteit van de medewerker; de medewerker krijgt dan een percentage van elk product dat hij verkoopt (bijvoorbeeld een makelaar of vertegenwoordiger).
De Wet normering topinkomens legt beperkingen op aan de bezoldiging van topfunctionarissen in de publieke en semipublieke sector.

### Het recht op loon
De werknemer heeft recht op loon zoals dat in zijn arbeidsovereenkomst (of eventueel de toepasselijke cao) vastgelegd is. Zoals gezegd is loon de tegenprestatie voor de door de werknemer verrichte arbeid. Dit betekent dat in beginsel geen loon verschuldigd is wanneer de werknemer de arbeid niet verricht. Dit is met name van toepassing wanneer het gaat om loon in geld. Loon dat bestaat in het gebruik van een (dienst)woning of auto zal veelal ook verschuldigd zijn als de werknemer niet werkt.
In een aantal gevallen is de werkgever toch loon (in geld) verschuldigd, ook al werkt de werknemer niet. Dat is met name het geval wanneer de werknemer vakantiedagen opneemt of (gedurende een bepaalde periode) ziek is. Tijdens ziekte is de werkgever verplicht om twee jaar lang 70% van het salaris (met een maximum) door te betalen. Ook als de werknemer niet kan werken door een omstandigheid die in de risicosfeer van de werkgever ligt, zal het loon in het algemeen doorbetaald moeten worden. De werknemer moet dan wel bereid zijn te werken.
Een 'gewone' staking (dat wil zeggen, een georganiseerde staking als middel om kracht bij te zetten aan de wensen van de werknemers met betrekking tot lonen en andere arbeidsvoorwaarden) ligt in de risicosfeer van de werknemer. Dat betekent dat de werkgever niet het loon hoeft door te betalen. Let wel: de werkgever hoeft geen loon door te betalen aan de stakers, maar ook niet aan de werkwillige werknemers!
In de Wet arbeid en zorg wordt een aantal verlofsoorten aangegeven waar de werknemer recht op heeft, en waarbij de werkgever verplicht is het loon door te betalen. Zie bijvoorbeeld het artikel over calamiteitenverlof.
Als een werknemer het werk slecht verricht is de werkgever toch het volledige loon verschuldigd.

### België
- socialsecurity.belgium.be - Informatie van de Federale Overheidsdienst Sociale Zekerheid

### Nederland
- www.minszw.nl - Informatie van het Ministerie van Sociale Zekerheid en Werkgelegenheid (o.a. minimumloon, loonstrook, inkomensbeleid)